# Sociedad Financiera de Objeto Múltiple
La Sociedad Financiera de Objeto Múltiple (Sofom) es un tipo de sociedad contemplada en la legislación mexicana cuyo objetivo principal es el otorgamiento de crédito. Pueden ser entidades reguladas (ER) o no reguladas (ENR). También existen las Sociedad Financiera de Objeto Limitado (Sofol).
Algunas condiciones que deben cumplir son:
- En el caso de estas sociedades si son reguladas deben agregar a su denominación social la expresión "sociedad financiera de objeto múltiple" o su acrónimo "SOFOM", seguido de las palabras "entidad regulada" o su abreviatura "E.R.", en el caso de las no reguladas deberán agregar a su denominación social la expresión "sociedad financiera de objeto múltiple" o su acrónimo "SOFOM", seguido de las palabras "entidad no regulada" o su abreviatura "E.N.R."
- Las sociedades financieras de objeto múltiple reguladas deben someterse a la supervisión de la Comisión Nacional Bancaria y de Valores, las no reguladas solamente se someten a la supervisión de la Comisión Nacional Bancaria y de Valores para temas relacionados con la prevención del lavado de dinero.
- Las sociedades financieras de objeto múltiple no reguladas cumplen a partir del 18 de diciembre de 2011 con el art.115 de la Ley de Instituciones de Crédito en relación con el artículo 87-D de la Ley General de Organizaciones y Actividades Auxiliares del Crédito y 95-Bis de este último ordenamiento, esta disposición fue publicada el pasado 17 de marzo de 2011 en el Diario Oficial de la Federación, en las cuales se establecen los Acciones de Carácter Obligatorio que las Organizaciones Auxiliares del Crédito deben implementar en materia de Prevención de Lavado de Dinero y de Financiamiento al Terrorismo.